# Mariyka Pidhiryanka
Mariyka Pidhiryanka, en ucraniano: Марійка Підгірянка, nacida como Maria Emelyanovna Lenert-Dombrovskaya (en ucraniano Maria Omelyanivna Lenert (Dombrovska),(Belye Oslavy ahora región de Ivano-Frankivsk, 29 de marzo de 1881 - 20 de mayo de 1963) fue una escritora y poetisa ucraniana recordada sobre todo por su poesía infantil, aunque también escribió obras para adultos sobre temas patrióticos.

## Biografía
Mariyka Pidhiryanka era un seudónimo que significaba "de debajo de las montañas", nació y creció cerca de la ciudad de Nadvirna, al borde de montes de los Cárpatos en la entonces Galitzia austríaca. 
El paisaje del bosque de los Cárpatos inspiró su poema Верховина (Tierras altas):
| Блакитне небо в головах, А в ногах - ліси сині. Орли мандрують в небесах, Овечки - в полонині. | Mi cabeza está en un cielo tan azul, Pero me mantengo firme en los bosques de las alturas. Ovejas ahora refugio donde crecí, Donde las águilas vuelan libremente. |

Su padre era un silvicultor y con una familia numerosa, decidió que sólo podía permitirse enviar a sus hijos varones a la escuela. A Mariyka Pidhiryanka su abuelo, un sacerdote greco-católico, le enseñó a leer y escribir y le dio una educación literaria.Obtuvo una beca para estudiar en una escuela secundaria femenina y en 1900 consiguió una plaza en una academia de magisterio de L'viv, la capital de la provincia de Galitzia oriental. La ciudad era el principal centro de la vida literaria y el activismo político ucranianos, liderados por el poeta Iván Franko y sus admiradores.  
Austria permitía la publicación en ucraniano, y la primera colección de poesía de Mariyka Mariyka Pidhiryanka apareció en L'viv en 1908. Para entonces ya casada y  oficialmente Mariya Lenert-Dombrovs'ka. 
Durante la Primera Guerra Mundial, cuando su marido fue reclutado por el ejército austrohúngaro, Mariyka Pidhiryanka fue evacuada con sus hijos lejos del avance ruso. Los ucranianos eran sospechosos de simpatizar con Rusia y la familia fue internada en campos civiles en Transcarpatia (entonces parte de Hungría) y en Austria. 
Describió la experiencia en su poema de 1916 На чужині (En tierra extraña):
| День розсвітає і минає, Мов немає Кружевом чорним тьма кружляє, День спиває. | Cada día amanece y muere, Sin sorpresa, Entonces en los profundos suspiros de la oscuridad, La pesadilla llora. |

Tras el colapso de Imperio Austrohúngaro, Mariyka Pidhiryanka permaneció en el exilio al otro lado de los Cárpatos, en una Galitzia devastada por la guerra, donde la República Popular de Ucrania Occidental fue derrotada por los polacos, que luego se enfrentaron a los bolcheviques y se anexionaron el territorio. 
Polonia era mucho menos tolerante que Austria con las aspiraciones ucranianas. Transcarpatia, sin embargo, pasó de Hungría, que había prohibido la educación en lenguas minoritarias, al nuevo estado más liberal de Checoslovaquia.
Mariyka Pidhiryanka organizó escuelas para enseñar a los niños en ucraniano y se convirtió en una prolífica escritora infantil, con poemas, obras de teatro y fábulas que aparecían en libros, periódicos y revistas. Mientras tanto, su poesía para adultos, sobre sus experiencias en tiempos de guerra, encontró público entre los emigrantes ucranianos de Norteamérica, donde se publicó en Filadelfia en 1922.
En 1927 perdió su empleo como consecuencia de una campaña del gobierno checo contra las escuelas ucranianas y al año siguiente regresó a Galicia en busca de trabajo. En 1929, Mariyka Pidhiryanka y su cuñada se hicieron cargo de la escuela del pueblo de Antonivka, cerca de Tlumach. Hoy se la recuerda con una placa en el muro de la escuela de Antonivka.
Según las memorias de uno de sus alumnos, Stefan Terlezki, las dos mujeres enseñaron a más de cien niños entre las dos. El principal medio de instrucción debía ser el polaco, pero se permitía la enseñanza de la lengua y la literatura ucranianas. Terlezki recuerda cómo su maestra inculcaba a sus alumnos su amor por la cultura ucraniana. 
Mariyka Pidhiryanka se inspiró a su vez en su ruidosa clase para escribir Гомін (Charla) en 1934:
| Ходив гомін у літі Стежечками пільними, Дзвонив гомін у житі Дзвіночками дрібними. Дзвенів гомін в леліях, Бринів гомін в струмочках, І шуміла надія В молоденьких листочках, Що промовляться слова, Проспіваються пісні І сповняться мрії Всі. Все ж листки ті зотлілі З вітром кануть та кануть, Заспівають в могилі Всю надію весняну… Непромовлені слова, Непроспівані пісні, Несповнені мрії Всі. | Voces parlanchinas cantaban En los caminos del verano, Parloteo en el centeno sonó En días brillantes de campanillas. Parloteo en la brisa, Parloteo en los árboles, El sonido de la esperanza se encontró En las hojas jóvenes, Las palabras resonarán Y se cantarán canciones, Sueños hilados Cada uno. Donde las hojas se pierden En la escarcha del viento, En oraciones junto a tumbas Cuando la esperanza desespera... No resuenan las palabras, No se cantan canciones, No se hilan sueños Ni uno. |

En 1937, Mariyka Pidhiryanka se trasladó a la escuela del pueblo vecino de Bratishiv, donde enseñó hasta poco después de que la Galitzia oriental fuera ocupada por la Unión Soviética en 1939. Su carrera terminó abruptamente en la primavera de 1940, cuando un caballo se desbocó en el mercado de la pequeña ciudad de Nizhniv. Mariyka Pidhiryanka fue pisoteada por sus cascos y quedó postrada en cama. Como profesora, poetisa y patriota ucraniana, habría sido un objetivo probable del NKVD, tanto antes de la invasión de la Alemania nazi en 1941 como durante la campaña de posguerra de José Stalin contra el nacionalismo ucraniano. Sin embargo, sus heridas la habían relegado a la oscuridad y se salvó.
En 1957, Mariyka Pidhiryanka se fue a vivir con una de sus hijas, que enseñaba en la escuela de un pueblo cercano a L'viv. Incluso la poesía de sus hijos sólo se publicaba en la diáspora ucraniana de Norteamérica. Sin embargo, cuando Nikita Jruschov relajó ligeramente el clima político, algunos de sus poemas empezaron a aparecer en revistas infantiles de Ucrania.
En 1960, fue admitida como miembro del sindicato de escritores de la República Socialista Soviética de Ucrania. Este reconocimiento oficial la animó a escribir uno de sus últimos poemas Плине життя (La vida fluye):
| Плине життя і плине мов по воді. Відпливли вже від мене дні молоді. Коли я в ніч темнісеньку у сяйві мрій Співала першу пісеньку Землі своїй. .... Світельця розсій в ранній Райдузі снів На дні мої останні Й останній спів. | La vida fluye -hacia adelante fluye Luego se desvanece Como el agua se va mi vida Lejos del día de la juventud. Oiré en la oscuridad de la noche El primer verso de mi canción Sueños brillantes que aún deleitan De vuelta a la tierra. .... Mi mundo pronto se dispersará En el arco iris del sueño Cantaré mi verso final Y entonces me iré. |

Su estatus oficial permitió la publicación en L'viv de una colección de su poesía infantil, poco antes de su muerte a los 82 años, el 20 de mayo de 1963, pero la reedición de su obra adulta tuvo que esperar a Mijail Gorbachov y la glasnost. En 1989, un periódico de la industria forestal publicó uno de sus primeros poemas de la Guerra Mundial, que luego se reimprimió en periódicos locales de Nizhniv y Nadvirna. Tras la independencia de Ucrania, Mariyka Pidhiryanka fue incluida en una colección de poesía transcarpática y su obra infantil sigue siendo popular en la Ucrania del siglo XXI.

## Obra

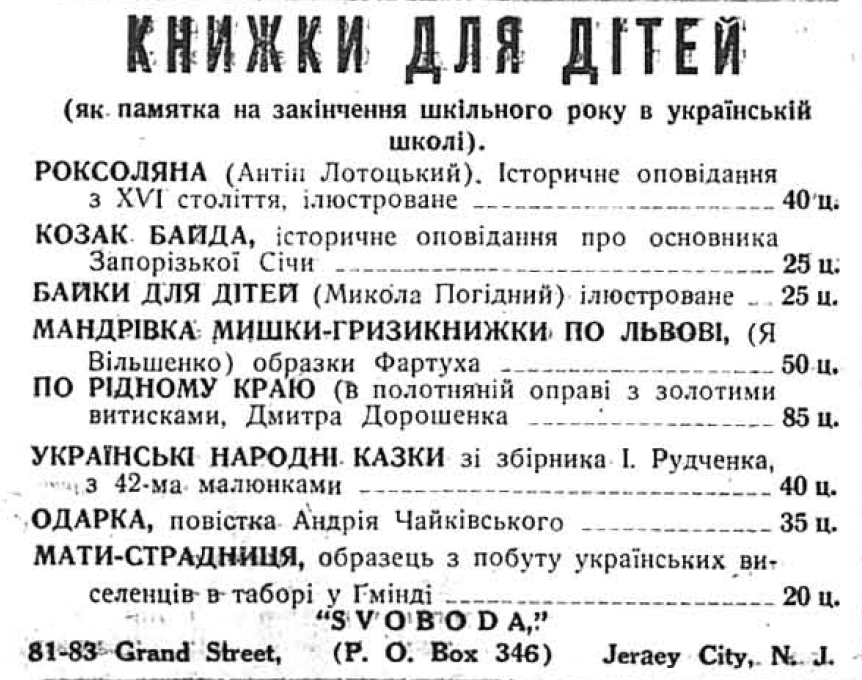
Anuncio de libros para niños, diario ucraniano "Svoboda" (EE. UU.), n° 210, 10.09.1937

La poeta escribió la mayoría de sus obras para y sobre los niños.Los motivos principales de los poemas hasta 1939 eran los sueños de un futuro mejor para el pueblo, el canto de la belleza de la tierra natal, la naturaleza de los Cárpatos. Mariyka Pidhiryanka utiliza generosamente motivos folclóricos, sus poemas son tiernos y ligeros, y a menudo recuerdan canciones populares ucranianas ("Canta", "Tarde", "¿Qué hago, qué actúo?"). También trabajó en el género de los poemas.
En 1919 en el  poema La madre que sufre describe los acontecimientos  de la vida de los exiliados ucranianos occidentales durante la Primera Guerra Mundial. Miles de gallegos murieron en campos de concentración a causa del hambre y las epidemias. El marco compositivo del poema es la "Introducción" y una especie de epílogo. La confesión del mártir consta de 12 cantos presentados en forma de lamentos.
En la época soviética, durante la vida de Mariyka Pidhiryanka, sus libros no se publicaban, sus poemas individuales aparecían sólo en revistas. Más tarde, las editoriales de Lviv y Kiev publicaron pequeñas colecciones para niños:Cuentos de hadas sin fin, Juega, abeja, Crece en grande, Los escolares se van. 
En 1962, sus poemas se incluyeron en la colección colectiva Flores de montaña publicada en Uzhhorod.
Durante los años de la independencia, se publicaron los libros: 
- Te contaré un cuento de hadas, una fábula
- Mi pequeño Murko Guapo
- Cuentos de hadas sin fin
- Yo m Enojado con

En 2009 , su hijo financió la publicación de la colección más completa de obras de Mariika Pidhiryanka, el gran volumen Por Ucrania viviremos (Ivano-Frankivsk: Nova Zorya, 2009).

### Cuentos
| Archivos de vídeo externos | Archivos de vídeo externos |
| -------------------------- | --- |
|                            | 1. Mariyka Pidhiryanka "Cantando sobre las lunas" , canal "Slovo: biblioteca de audio de literatura ucraniana" en YouTube , 6 de agosto de 2023. |

- Abrigo roto. Árbol de los Cuentos . [5]
- El gato y la vaca . Árbol de los Cuentos.[6]
- Erizo. Árbol de los Cuentos.[7]

## Premios y reconocimientos
Museos
- En la ciudad de Tlumach , en la región de Ivano-Frankivsk , desde 1991 funciona la sala-museo de Mariyka Pidhiryanka
- Desde 1996 , en su tierra natal  en el pueblo de Bila Oslava , existe un museo de Mariyka Pidhiryanka , que está bajo el cuidado del investigador del museo, Vasyl Levytskyi, ganador del premio que lleva su nombre.

Monumentos, mesas conmemorativas
- El 13 de julio de 2014 , el primer monumento del mundo a Mariyka Pidhiryanka fue inaugurado y consagrado solemnemente en su tierra natal, en el pueblo de Bila Oslava (escultor, miembro de la Unión Nacional de Artistas de Ucrania, Volodymyr Dovbenyuk)  .
- El 21 de abril de 1991 se instaló una placa conmemorativa en el edificio de la escuela secundaria de Utorop en honor al escritor.
- En el edificio de la escuela secundaria del pueblo. En Vorona, distrito de Kolomyia, se instaló una placa conmemorativa en honor del escritor.
- En el edificio de la aldea escolar. Antonivka , distrito de Tlumatsky, se instaló una placa conmemorativa en honor al escritor.
- El Martes Verde ( 21 de junio de 2016 ), conocido tradicionalmente como el "Día de Mariyka Pidhiryanka" en Bila Oslavy, con motivo del 135.º aniversario de su nacimiento, se inauguró una placa en memoria de la maestra y poetisa nacional.  .
- En la casa en el pueblo de Rudne cerca de Lviv en la calle. En Hrushevsky, donde Mariyka Pidhiryanka vivió los últimos años de su vida, se instaló una mesa conmemorativa.
- En 1990 en el pueblo. El año pasado se instaló una placa conmemorativa en el edificio del Museo de Educación.
- El 7 de mayo de 1991, María Pidhiryanka fue inscrita en el Libro de la Memoria fundado por la sociedad "Prosvita" en Uzhhorod.

### Teatros, premios
- Desde 1991 el Teatro de Marionetas de Ivano-Frankivsk lleva el nombre de Mariyka Pidhiryanka .
- Sociedad Regional de Lengua Ucraniana de Ivano-Frankivsk que lleva el nombre "Prosvita" de Taras Shevchenko fundó en 1991 el Premio Marichka Pidhiryanka en el campo de la literatura y el arte .
- En 1993, se creó en el distrito de Kosiv el Premio Marichka Pidhiryanka para educadores del distrito .
- El 22.º Kurin de UPYU fue nombrado en honor a Marychka Pidhiryanka  ,  .

### Calles, plazas, parques
Las calles de muchas ciudades y pueblos del oeste de Ucrania llevan el nombre de Mariyka Pidhiryanka, en particular, en Ivano-Frankivsk , Kolomyia, Kyidantsy, Nadvirnaya, Kalush,Tysmenytsia,Perechyn , Khust, Uzhgorod,Lanchyna,Kosov, Tlumachi, Zimniy Voda,Rudnoy,Simer y muchos otros.